# Fabrice N’Sakala
Mayele Fabrice N’Sakala (* 21. Juli 1990 in Le Blanc-Mesnil) ist ein französisch-kongolesischer Fußballspieler.

## Karriere

### Vereine
N’Sakala erlernte das Fußballspielen in der Jugendabteilungen von AS Bondy und ES Troyes AC und wurde 2008 von letztgenannten ins Profiteam geholt. Nach fünf Spielzeiten wurde er für die Saison vom belgischen Verein RSC Anderlecht verpflichtet. Dort gewann er 2014 die Belgische Meisterschaft. Für die Saison 2016/17 wurde er an den neuen türkischen Erstligisten Alanyaspor ausgeliehen und im Sommer 2017 an diesen gegen Ablöse abgegeben.
Nach drei Jahren bei Alanyaspor schloss er sich am Ende der Saison 2019/2020 ablösefrei dem direkten Ligakonkurrenten Beşiktaş Istanbul an, nachdem sein Vertrag ausgelaufen war. Hier konnte er am Ende seiner ersten Saison sowohl den Gewinn der nationalen Meisterschaft, als auch den türkischen Pokal feiern. Die Saison 2022/23 war er vereinslos, unterschrieb dann für die Saison 2023/24 beim Schweizer Zweitligisten Neuchâtel Xamax FCS. Im August 2014 wechselte er in die zweite französische Liga zum FC Annecy.

### Nationalmannschaften
N’Sakala absolvierte zwischen 2006 und 2011 elf Partien für diverse französische Jugendnationalmannschaften. Doch 2015 entschied er sich, fortan für die A-Nationalmannschaft des DR Kongos zu spielen. Zwischen 2015 und 2022 bestritt er achtzehn Spiele für die Auswahlmannschaft, ein Tor gelang ihm dabei nicht.

## Erfolge
- Belgischer Meister: 2014
- Türkischer Meister: 2021